# Ramón Hernández Fuster
Ramón Hernández Fuster (Ibi, 15 de febrer de 1896 - Alacant, abril de 1988) fou un polític valencià. De petit marxà amb la família a Alacant i treballà en l'empresa Riegos de Levante, alhora que militava en el PSOE i en les Joventuts Socialistes d'Espanya. En esclatar la Guerra Civil espanyola va romandre a la ciutat i l'abril de 1937 en fou nomenat membre del Consell Municipal i comissari local d'Abastiments. El 21 de març de 1939 fou nomenat alcalde d'Alacant, nou dies abans de l'entrada de les tropes colpistes franquistes. El dia 30 de març va fer el lliurament de les insígnies al seu successor, el colpista franquista Ambrosio Luciáñez Riesco. Fou jutjat per un tribunal militar i condemnat a 30 anys de presó al penal del Dueso, però el 1943 fou indultat i condemnat a estranyament. Tanmateix, en 1950 residia a Alacant, on va morir en 1988
Té un xicotet carrer dedicat al centre d'Alacant, situat entre l'estació de Madrid i l'avinguda d'Aguilera.